# 6001 Фалес
6001 Фалес (6001 Thales) — астероїд головного поясу, відкритий 11 лютого 1988 року.
Тіссеранів параметр щодо Юпітера — 3,300.
Названо на честь Фалеса (грец. Θαλῆς ὁ Μιλήσιος, прибл. 624 до н. е. — 548 до н. е.) — давньогрецького філософа досократського періоду, математика, астронома.